# Antoinette Larcher
Pour les articles homonymes, voir Larcher.
Antoinette Larcher, née en 1685 à Paris et morte à une date inconnue, est une graveuse française.

## Biographie
Antoinette Larcher est l'élève de l'un des fils du graveur François de Poilly. 
Graveuse d'interprétation, elle traduit principalement les œuvres de maîtres renaissants comme Raphaël et de Benvenuto Tisi, des portraits et des sujets historiques.
Elle signe ses travaux « Toinette Larcher », et pratique l'eau-forte et le burin.
Elle collabore au Recueil Crozat, portfolio d'estampes en trois tomes commandité par le collectionneur Pierre Crozat, et publié entre 1729 et 1742, et qui comprend des reproductions de tableaux issus entre autres des collections Crozat et de la maison d'Orléans.

## Gravures inventoriées

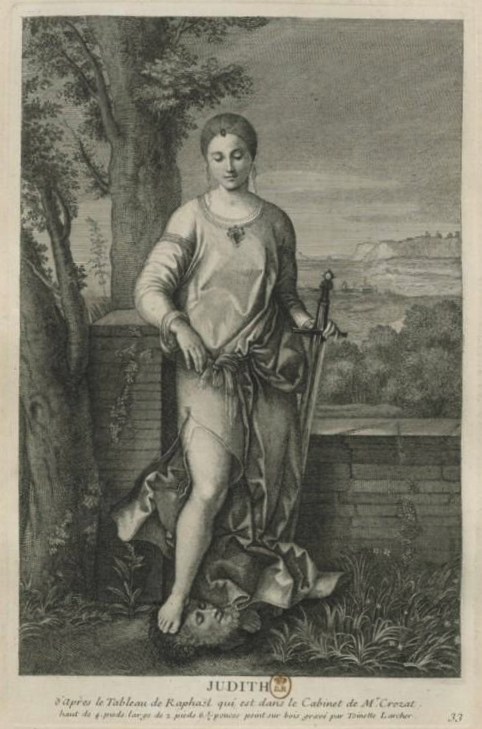
Judith (1721).

- Judith d'après Raphaël [en réalité Giorgione], in: Recueil des estampes, I, Paris, 1729.
- Sainte-Catherine, d'après Il Garofalo[3], in: Recueil des estampes, I, Paris, 1729.
- Sainte-Catherine de Sienne, d'après le bas-relief de Melchiorre Caffa, I, Paris, 1729.
- Portrait en buste du cardinal Fleury, d'après la médaille de Joseph Charles Roëttiers[4], 1731.